# Qashqai
Qashqai là một bộ tộc du mục thiểu số cuối cùng ở Iran có dân số khoảng 400.000 người vẫn sinh tồn bằng việc chăn thả gia súc trên các đồng cỏ.

## Một số hình ảnh

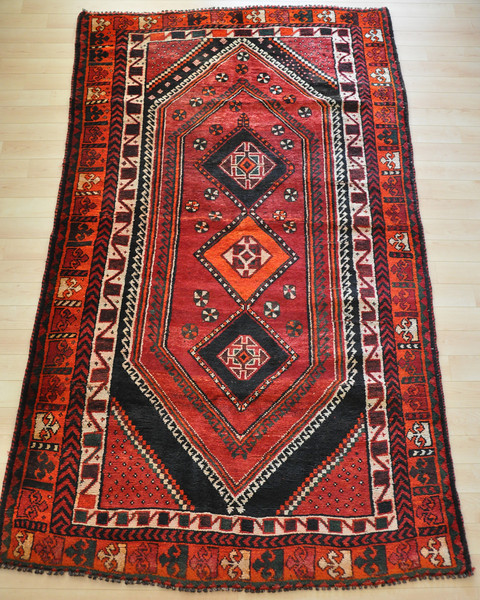
Old Qashqai Tribal Rug, Eastern Anatolia
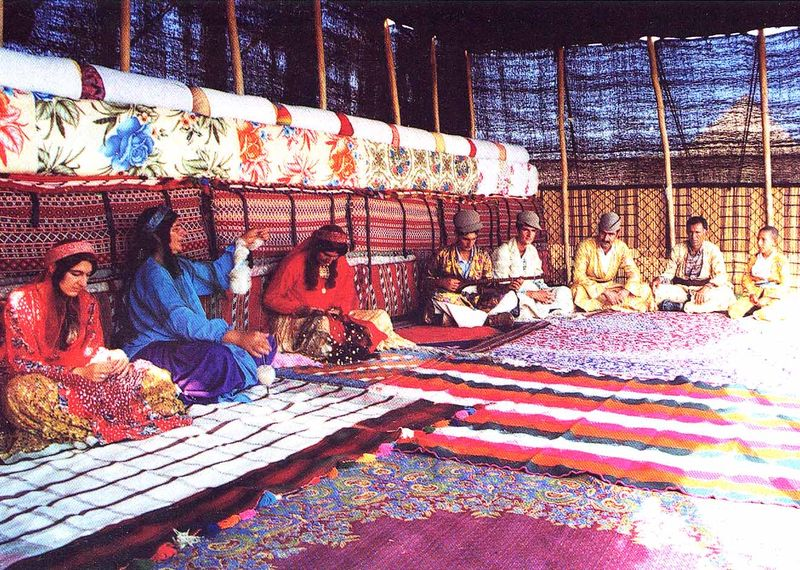
Bên trong một lều tại Qashqai
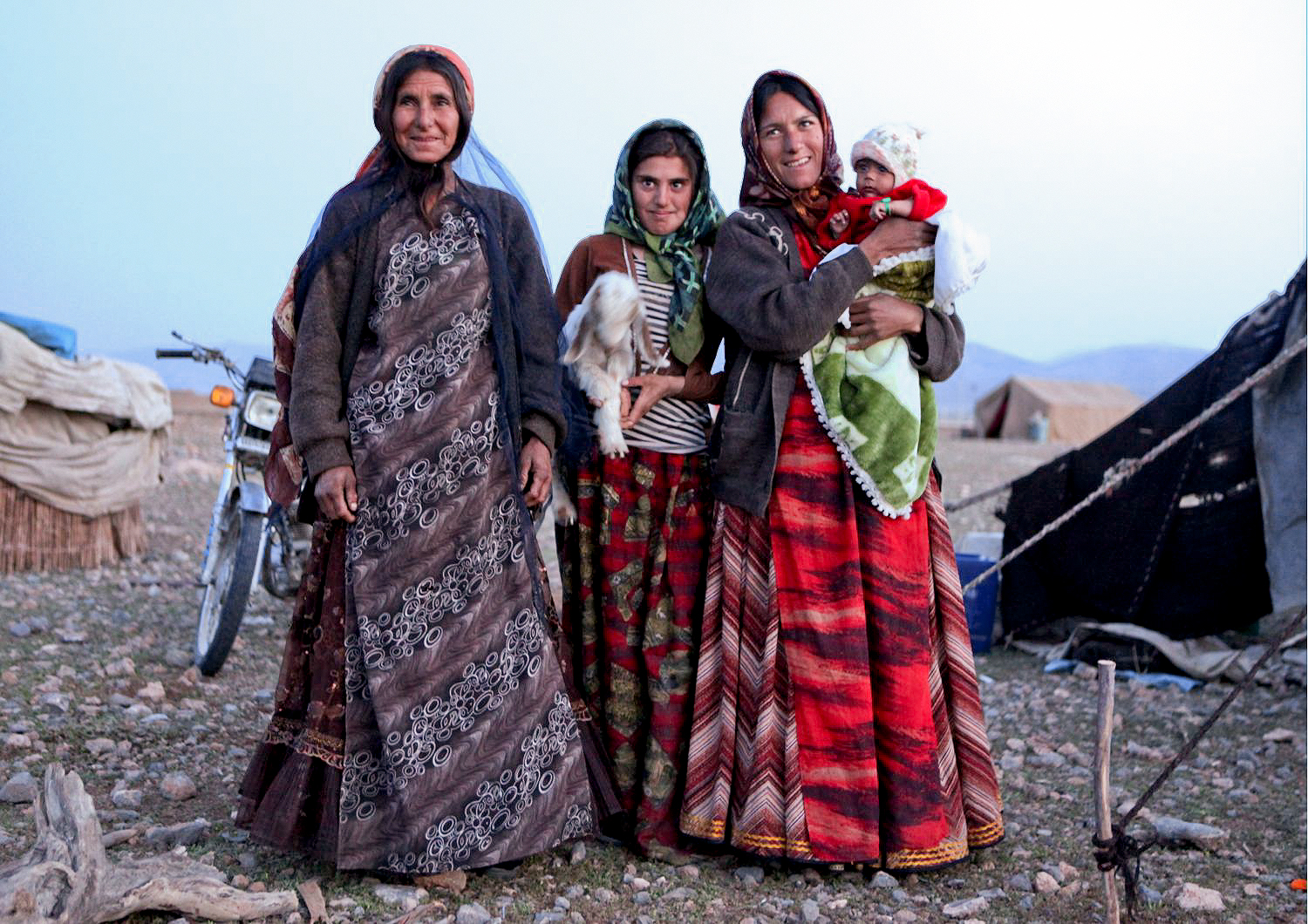
Phục nữ bộ tộc du mục Qashqai
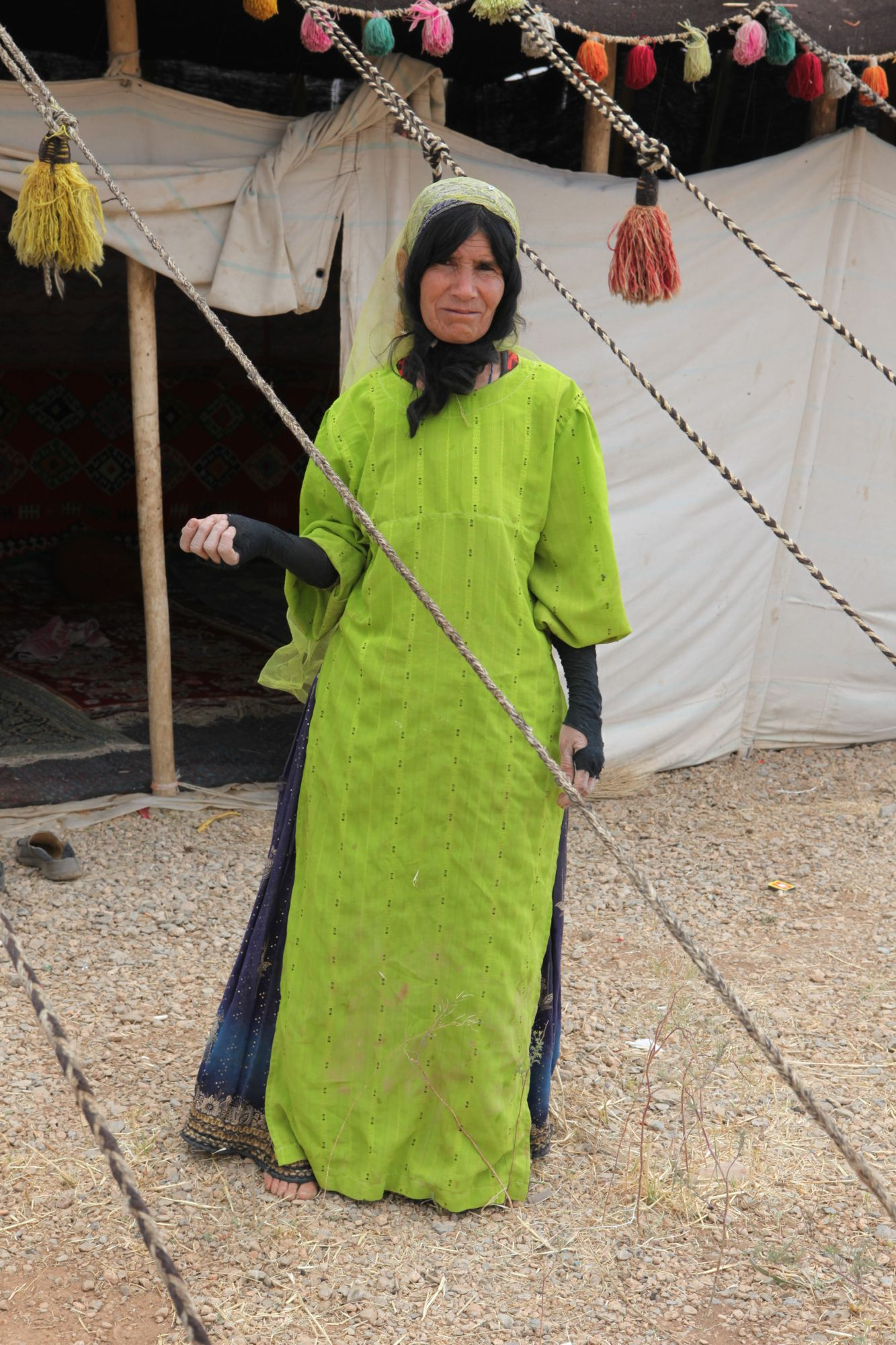
Một người phụ nữ du mục Qashqai
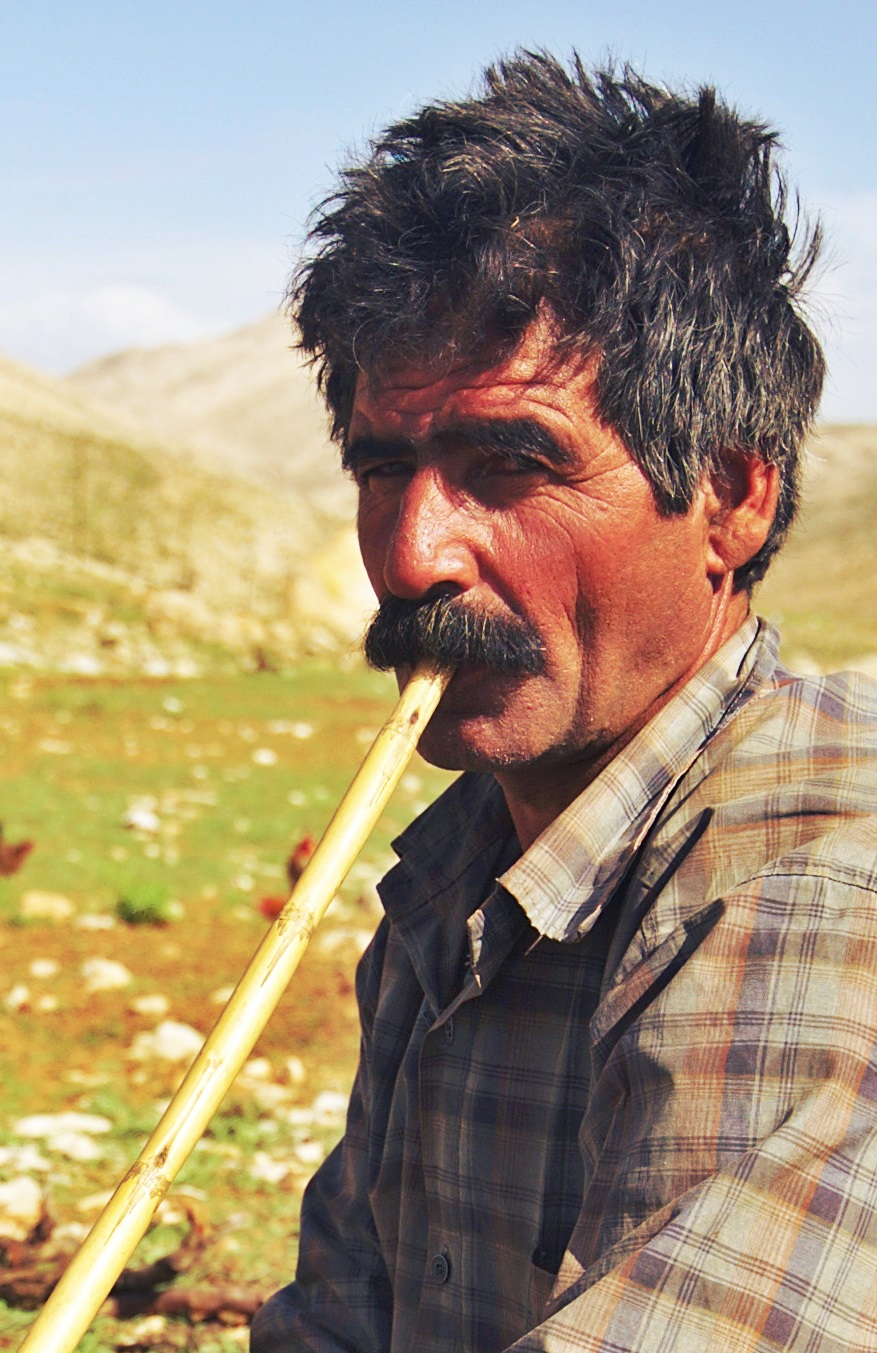
Một người đàn ông Qashqa'i
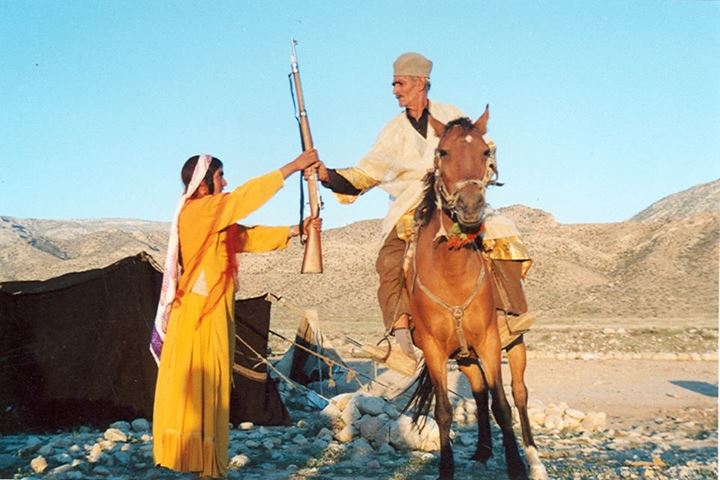
Một cặp vợ, chồng du mục Qashqa'i
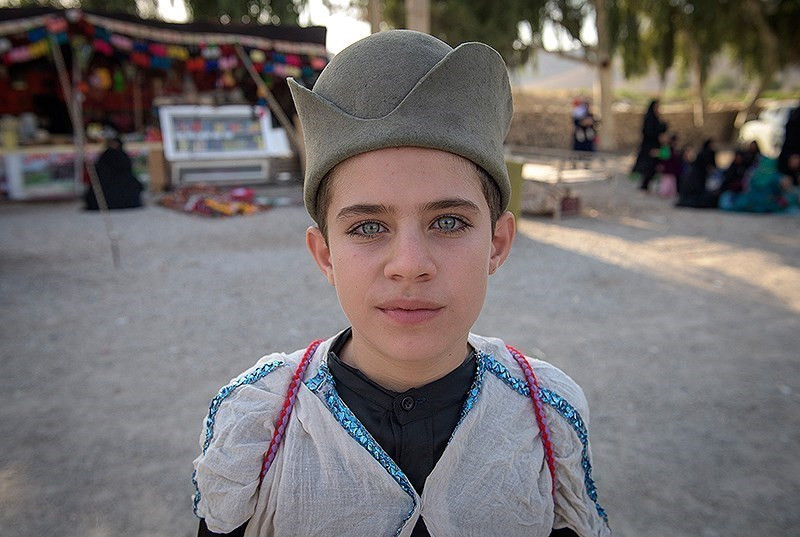
Một đứa trẻ Qashqa'i